# كول دي انشيز
كول دي انشيز هي كومونا في مقاطعة كامبوباسو في منطقة موليز الإيطالية، وتقع على بعد حوالي 14 كيلومتر (9 ميل) جنوب غرب كامبوباسو .
تقع Colle d'Anchise (كول دي انشيز) على حدود البلديات التالية: بارانيلو وبويانو و Campochiaro (كامبوشيارو)و San Polo Matese(سان بولو ماتيسي) و Spinete (سبنيت) و Vinchiaturo (فينشياتورو).

## روابط خارجية
- الموقع الرسمي